# Калайдович Костянтин Федорович
Калайдович Костянтин Федорович (30(19).05.1792–01.05 (19.04). 1832) — російський історик, археограф, археолог, мовознавець, член-кореспондент РАН. Народився в м. Єлець (нині місто Липецької обл., РФ). Закінчив з відзнакою Московський університет (1810), здобув учений ст. кандидата словесних наук. Під час Війни 1812 добровольцем вступив до Московського ополчення, брав участь у боях. Після війни займався приватною викладацькою практикою. Водночас друкував статті, присвячені пам'яткам давньої писемності. За рекомендацією М. Бантиш-Каменського, від 1817 — контркоректор, а згодом — головний наглядач Комісії друкування державних грамот і договорів. Входив до гуртка відомих археографів, архівістів та істориків, створеного міністром закордонних справ Росії М. Румянцевим (т. зв. Румянцевський гурток). Брав участь в археографічних експедиціях. Відшукав десятки стародавніх рукописів. Започаткував наукове дослідження давньоруської фольклористики, розробив нові принципи відтворення та публікації текстів історичних джерел. Опублікував «Сборник Кирши Данилова» (1818), Судебники 1497 і 1550 (1819), тв. Кирила Туровського, Даниїла Заточника, київського митрополита Никифора I, Кирила Новгородця (зб. «Памятники российской словесности XII века», 1821), збірники «Иоанн, Болгарский экзарх» (1824), «Софийский временник» (1826–34), «Святославов Изборник 1073» (1880). Автор дослідження мови «Слова о полку Ігоревім».